# Isola Cheeseman
L'isola Cheeseman è un'isola vulcanica del Pacifico del sudovest. Le sue dimensioni sono molto ridotte: l'intera isola si estende per soli 7 ettari e mezzo di superficie. Con la sua vicina, la poco più grande isola Curtis che dista 500 m, è parte dell'arcipelago delle Kermadec. Politicamente fa parte della Nuova Zelanda, ma si trova a metà strada fra l'isola del Nord e le Tonga.
L'isola è stata battezzata in omaggio al botanico Thomas Frederick Cheeseman, del museo di Auckland, il quale era a bordo del vapore Stella quando l'isola venne visitata nel 1887 nell'operazione governativa per annettere le isole Kermadec.
L'isola è bordata da scogliere a picco sul mare, a parte una piccola area pianeggiante sulla costa ovest. L'approdo è quindi difficile.

## Flora e fauna
Il territorio è prevalentemente roccioso, con poca vegetazione di alberi o arbusti, mentre nella piccola vallata centrale compresa fra i due picchi che caratterizzano il profilo dell'isola domina la Cyperus ustulatus, mentre i versanti delle alture sono coperti da  Parietaria floridana e Disphyma australe.
L'isola Cheeseman è parte dell'Important Bird and Biodiversity Area delle isole Kermadec, così identificata da BirdLife International poiché si tratta di un importante sito di nidificazione per gli uccelli marini.
Fra gli uccelli presenti sull'isola, il petrello di Kermadec e il petrello dalle ali nere, oltre alla berta minore fosca delle Kermadec (cui una grossa colonia è presente sulla vicina isola di Curtis) e la rondine di mare oscura.